# Piotr Jan Steygwiłł Laudański
Piotr Jan Steygwiłł Laudański herbu Jastrzębiec (zm. w 1681 roku) – oboźny upicki w latach 1673-1681.
Jako poseł na sejm elekcyjny 1674 roku był elektorem Jana III Sobieskiego z powiatu upickiego w 1674 roku.